# حياد سويسرا

علم سويسرا

يعد الحياد السياسي أحد المبادئ الرئيسية في سياسة سويسرا الخارجية، والذي ينص على ألا تشارك سويسرا في أي حرب مسلحة بين الدول الأخرى. هذه السياسة مفروضة ذاتيا، دائمة، ومسلحة، ومصممة لضمان الأمن الخارجي وتعزيز السلام العالمي.
سويسرا لديها أقدم سياسة للحياد العسكري في العالم، حيث أنها لم تشارك في أي نزاع مسلح خارجي منذ أن تم إقرار حيادها بموجب معاهدة باريس لعام 1815.
على الرغم من أن القوى الأوروبية (النمسا وفرنسا والمملكة المتحدة والبرتغال وبروسيا وروسيا وإسبانيا والسويد) وافقت في مؤتمر فيينا في مايو 1815 على ضمان حيادية سويسرا، إلا أن التصديق النهائي على ذلك تأخر إلى ما بعد هزيمة نابليون بونابرت، حتى تتمكن بعض قوات التحالف من غزو فرنسا عبر الأراضي السويسرية.
سويسرا لديها تاريخ من الحياد المسلح يعود إلى حقبة الإصلاح البروتستانتي في البلاد؛ لم تكن في حالة حرب دوليًا منذ عام 1815 ولم تنضم إلى الأمم المتحدة حتى عام 2002. ومع ذلك، فإن البلاد تتبع سياسة خارجية نشطة وتشارك بشكل متكرر في عمليات السلام في جميع أنحاء العالم.

## تاريخ
ترجع بدايات الحياد السويسري إلى هزيمة الاتحاد السويسري القديم في معركة مارينيانو في سبتمبر 1515، أو معاهدة السلام التي وقعها الاتحاد السويسري القديم مع فرنسا في 12 نوفمبر 1516. قبل ذلك، نهج الاتحاد السويسري القديم سياسة خارجية توسعية.

## الحربين العالميتين

### الحرب العالمية الأولى

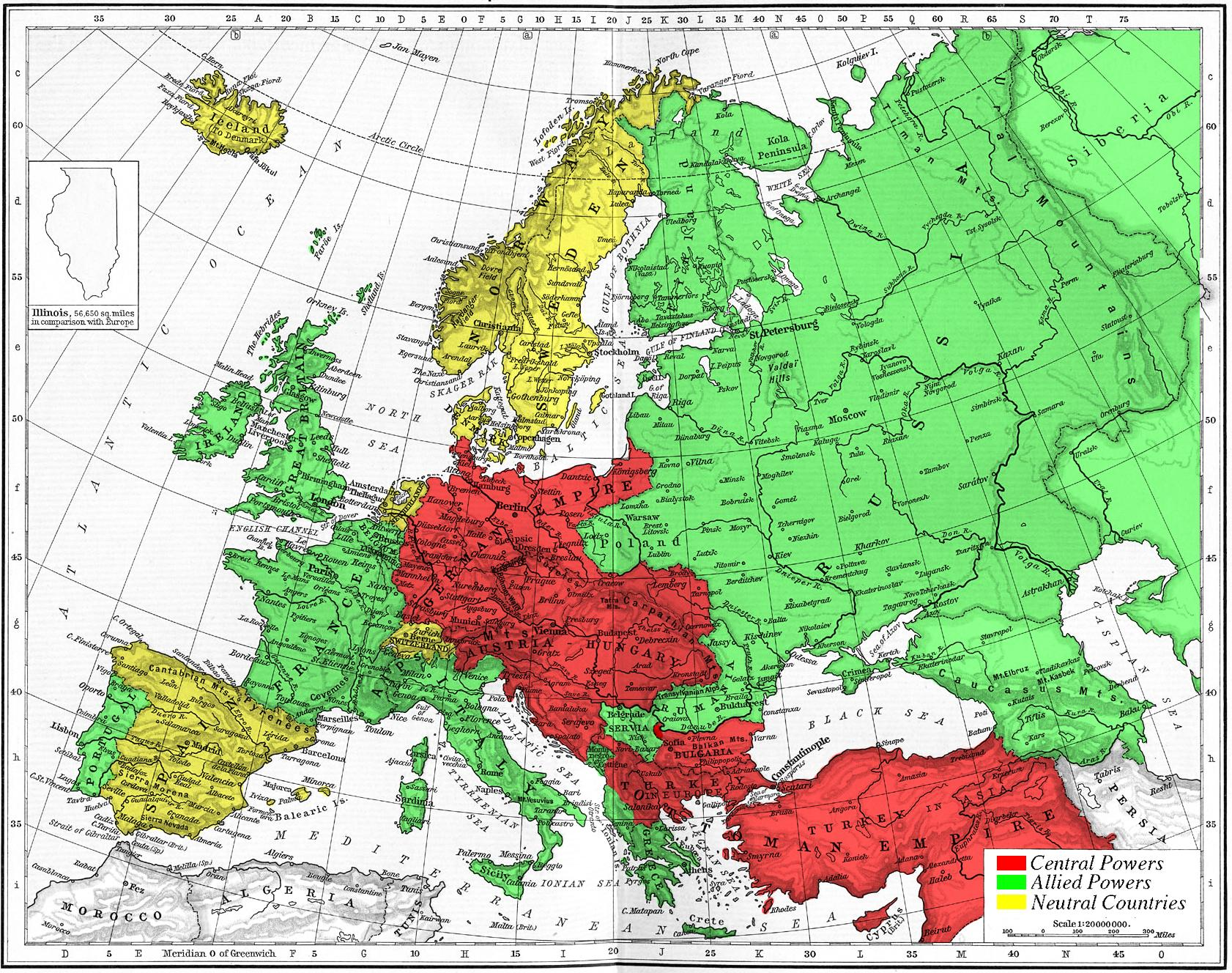
التحالفات في أوروبا في 1915. سويسرا (بالأصفر) وجدت نفسها وسط تحالفات متحاربة فيما بينها.

خلال الحرب العالمية الأولى، استمرت سويسرا في نهج سياسة الحياد على الرغم من تقاسمها الحدود البرية مع اثنتين من دول المركز (ألمانيا والنمسا المجر) واثنتان من دول الحلفاء (فرنسا وإيطاليا). فضلت الغالبية الناطقة بالألمانية في سويسرا عمومًا دول المركز، بينما فضلت الساكنة الناطقة بالفرنسية والناطقة بالإيطالية دول الحلفاء. أثار هذا الاختلاف توترات داخلية؛ ومع ذلك، نجحت البلاد في احتواء الوضع والحفاظ على حيادها.
في عام 1917، أصبحت حيادية سويسرا موضع تساؤل بسبب قضية غريم-هوفمان. زار روبرت غريم، السياسي الاشتراكي السويسري، روسيا في محاولة للتفاوض على اتفاق سلام منفصل بين روسيا والإمبراطورية الألمانية، من أجل إنهاء الحرب على الجبهة الشرقية لصالح الاشتراكية. حصل غريم على دعم من آرثر هوفمان، المستشار الفيدرالي السويسري الذي كان مسؤولاً عن الشؤون الخارجية ووزيرا للخارجية آنذاك. ومع ذلك، لم يتشاور هوفمان مع زملائه المستشارين بشأن هذه المبادرة، وعندما تم الإعلان عن إرسال برقية بين غريم وهوفمان، أثار ذلك غضب قوات الحلفاء. السلام المنفصل بين ألمانيا وروسيا يمكن أن يساعد الألمان في تعزيز قواتهم على الجبهة الغربية.

### فترة ما بين الحربين
في 13 فبراير 1920، اعترفت عصبة الأمم رسميًا بسويسرا كدولة حيادية. هذه السياسة لم تحظى بترحيب عالمي، بينما تم احترامها من قبل الدول الأخرى. كإشادة لهذا القرار، اختارت العصبة جنيف لتكون مقرها الرئيسي. كما أعفت سويسرا من الالتزامات العسكرية. ومع ذلك، اضطرت البلاد إلى تبني ما يسمى «الحياد التفاضلي»، الذي تطلب من سويسرا المشاركة في فرض عقوبات اقتصادية على بعض الدول مع الحفاظ على حيادها العسكري، وهي سياسة رُحب بها في البداية لإقامة التضامن السويسري مع الجهود الدولية الرامية إلى تعزيز السلم العالمي. بحلول مارس 1938، تحولت الحكومة السويسرية من اعتماد هذا النوع من الحياد وعادت إلى الحياد المطلق. لم يكن هذا التحول مجرد حالة أدرك فيها السويسريون قيمة سياساتهم التقليدية، بل عزت أيضًا إلى تدهور العلاقات الاقتصادية والسياسية بين الدول الأوروبية في الفترة التي سبقت الحرب العالمية الثانية.

### الحرب العالمية الثانية
وجدت سويسرا نفسها محاطة بالكامل من قبل دول المحور والأراضي التي سيطروا عليها معظم فترات الحرب العالمية الثانية. خططت ألمانيا النازية لغزو سويسرا، لكن سويسرا قامت باستعداداتها لحدوث مثل ذلك. عند نقطة واحدة، حشدت سويسرا 850,000 جندي. تحت قيادة هنري جيسان، طورت سويسرا خطتها لإعادة الشك الوطني في حالة حدوث غزو.
على الرغم من أن سويسرا انتُقِدت من قبل الكثيرين بسبب موقفها الغامض خلال الحرب العالمية الثانية، إلا أنه تم تقدير حيادها في العديد من المناسبات من قبل الزعماء الأوروبيين وغير الأوروبيين.
من عام 1943، أوقفت سويسرا الطائرات الأمريكية والبريطانية، ومعظمها من القاذفات، التي حلقت فوق أجوائها خلال الحرب العالمية الثانية. في مناسبات عديدة خلال الحرب، اخترقت طائرات الحلفاء المجال الجوي السويسري؛ حيث أن معظم هاته الطائرات كانت متضررة وعائدة من غاراتها على إيطاليا وألمانيا، حيث فضل أطقم هاته القاذفات اعتقال السويسريين لهم على أن يصبحوا أسرى حرب لدى دول المحور. تم اعتقال أكثر من مائة من أطقم طائرات الحلفاء واحتُجزوا في منتجعات التزلج التي أصبحت مهجورة بعد اندلاع الحرب بسبب قلة السياح. كانوا محتجزين هناك حتى تنتهي الحرب. حاول ما لا يقل عن 940 طيارًا أمريكيًا الفرار إلى فرنسا بعد غزو نورماندي، لكن السلطات السويسرية اعترضت 183 معتقلاً. تم احتجاز أكثر من 160 من هؤلاء الطيارين في معسكر اعتقال سويسري يُعرف باسم «واويليرموس»، والذي كان يقع بالقرب من لوسيرن وبقيادة أندريه بوجوين، وهو ضابط سويسري مؤيد للنازية. بقي المعتقلون الأمريكيون في واويليرموس حتى نوفمبر 1944 عندما تقدمت وزارة الخارجية الأمريكية باحتجاجات ضد الحكومة السويسرية، إلا أن تمكنت في نهاية المطاف من إطلاق سراحهم.

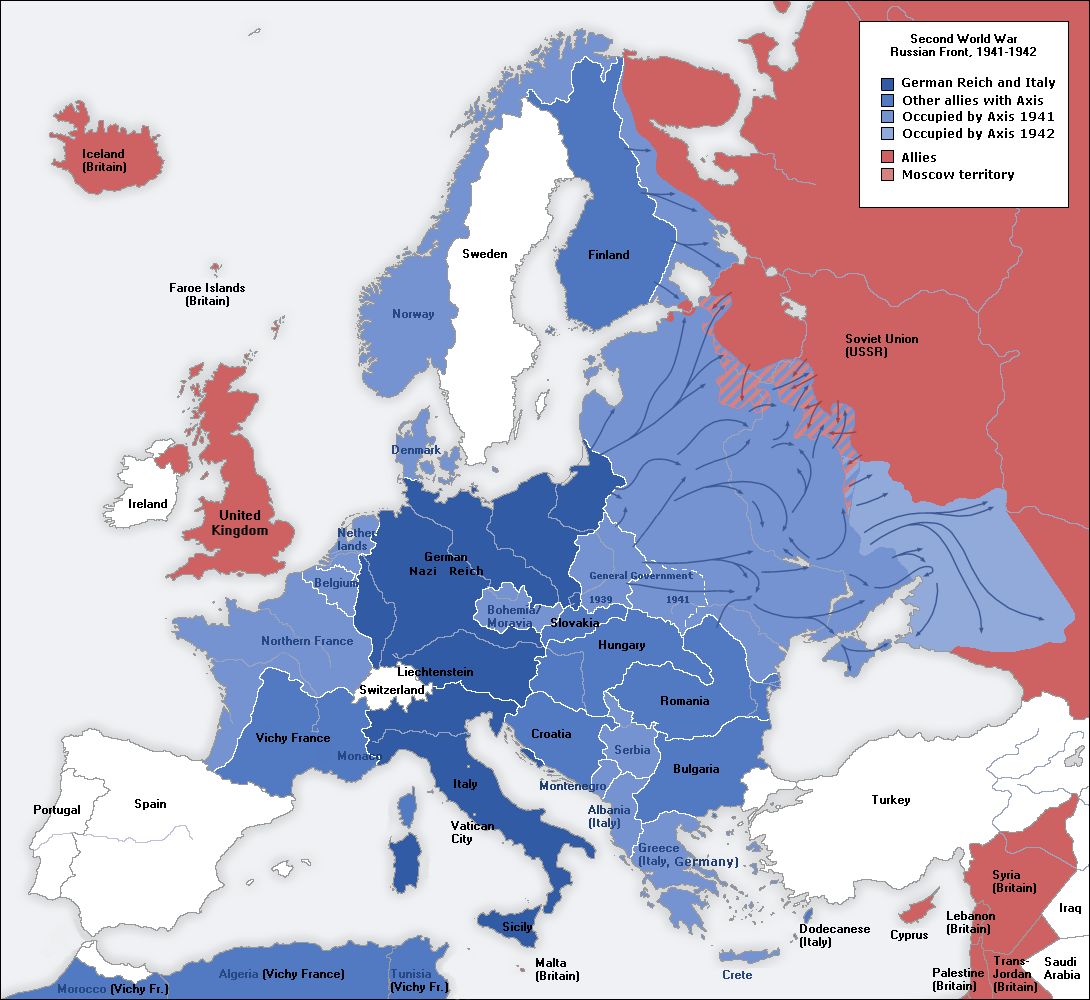
كانت سويسرا محاطة بأراضي تسيطر عليها دول المحور من 1940 إلى 1944.

كانت سويسرا محاطة بأراضي تسيطر عليها دول المحور. ما يعني أنها عانت أيضًا من قصف الحلفاء خلال الحرب، حيث تم قصف مدينة شافهاوزن من قبل الطائرات الأمريكية في 1 أبريل 1944 عن طريق الخطأ، في حين كان الهدف لودفيغسهافن، وهي مدينة ألمانية على بعد 284 كيلومتر.
اختبرت حوادث القصف هذه حيادية سويسرا لأنها أظهرت تسامح السويسريين تجاه انتهاكات المجال الجوي للحلفاء. استمرت التفجيرات وأعلنت سويسرا في نهاية المطاف سياسة عدم التسامح مطلقًا مع انتهاكات دول طائرات المحور أو الحلفاء، وسمحت بقصف الطائرات الأمريكية المُنتهكة لمجالها الجوي.
كان رد فعل السويسريين، رغم شكوكهم إلى حد ما، بمعاملة هذه الانتهاكات لحيادهم على أنها «حوادث». تم تحذير الولايات المتحدة من أنه سيتم إجبار كل طائرة مُنتهكة على الهبوط، وسيُسمح لطواقمها بالحق في طلب اللجوء، بينما سيتم اعتراض تشكيلات الطائرات التي تنتهك المجال الجوي. بينما حاول السياسيون والدبلوماسيون الأمريكيون التقليل إلى أدنى حد من الأضرار السياسية الناجمة عن هذه الحوادث، اتخذ آخرون وجهة نظر أكثر عدائية. جادل بعض كبار القادة بأن سويسرا كانت «مليئة بالمتعاطفين الألمان» (وهو ادعاء لا أساس له من الصحة)، وتستحق أن يتم قصفها. الجنرال هنري أرنولد، القائد العام للقوات الجوية الأمريكية، اقترح أن الألمان أنفسهم هم الذين حلقوا بطائرات الحلفاء التي تم الاستيلاء عليها فوق الأجواء السويسرية في محاولة لكسب النصر الدعائي.

## بعد الحرب العالمية الثانية
بدأت سويسرا في لعب دور أكثر نشاطًا في الأنشطة الإنسانية. حيث انضمت إلى الأمم المتحدة بعد استفتاء مارس 2002. شاركت سويسرا في تطوير مدونة السلوك الدولية لمقدمي خدمات الأمن الخاصة (ICoC)، كآلية إشراف لشركات الأمن الخاص. في سبتمبر 2015، تم تقديم «قانون اتحادي بشأن خدمات الأمن الخاصة المقدمة في الخارج»، من أجل «الحفاظ على الحياد السويسري»، كما جاء في المادة الأولى من القانون. بحسب هذا القانون، يُتطلب من شركات الأمن الخاصة التي تتخذ من سويسرا مقرا لها الإعلان عن جميع العمليات التي تتم في الخارج، والالتزام بقوانين المحكمة الجنائية الدولية. علاوة على ذلك، ينص على أنه لا يمكن لأي شخص بدني أو معنوي يقع تحت هذا القانون أن يشارك بشكل مباشر - أو غير مباشر من خلال عرض خدمات الأمن الخاصة - في أي أعمال عدائية في الخارج. في عام 2016، تلقى قسم خدمات الأمن الخاصة (SPSS)، وهو جهاز تابع لوزارة الخارجية الفيدرالية، ومكلف بالإجراءات المحددة في القانون الجديد، 300 طلب موافقة.